# Chiusa
Klausen (tiếng Ý: Chiusa; Archaic (1027 CN): Clausa, cũng viết Clusa; Latin: Clausa, hay Clusa) là một đô thị ở tỉnh Bolzano-Bozen trong vùng Trentino-Alto Adige/Südtirol của Ý, có vị trí cách khoảng 70 km về phía đông bắc của thành phố Trento và khoảng 20 km về phía đông bắc của thành phố Bolzano. Tại thời điểm ngày 31 tháng 12 năm 2004, đô thị này có dân số 4.863 người và diện tích là 51,4 km².
Đô thị Klausen có các frazioni (các đơn vị cấp dưới, chủ yếu là các làng) Gudon (Gufidaun), Lazfons (Latzfons) và Verdignes (Verdings).
Klausen giáp các đô thị: Feldthurns, Lajen, Sarntal, Vahrn, Villanders và Villnöß.

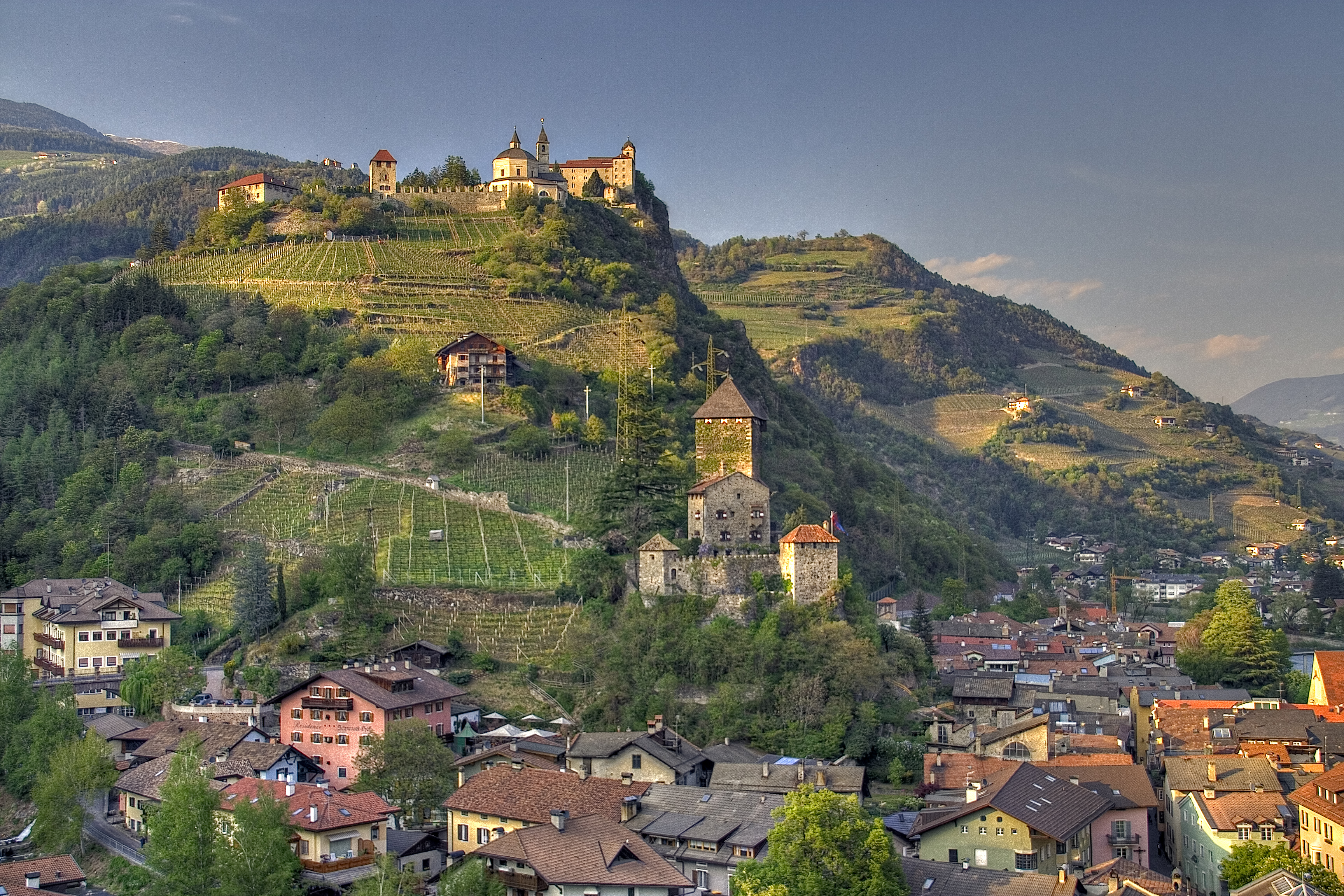